# Halländska
Halländska är de dialekter inom svenska som talas i landskapet Halland. Södra Halland anses tillhöra det skånska språkområdet, och räknas historiskt sett ofta som en östdansk, alternativt sydsvensk dialekt. Halländskan närmar sig i dialektområdets nordliga delar västgötska och göteborgska.

## Kännetecken
I likhet med andra östdanska/sydsvenska dialekter har konsonanterna p, t, k efter lång vokal i nästan hela landskapet övergått till b, d, g (sv. kaka → kaga).
Typiskt för sydhalländsk dialekt är att bokstaven r vokaliseras, alltså att den ersätts av en vokalglidning (diftong), gurkburk → guekbuek.
Detta är inte lika tydligt i nordhalländsk dialekt, som mer liknar götalandsdialekterna i detta avseende. Liksom i skånemålen diftongeras flera vokaler, men vilka vokaler som diftongeras och hur detta sker varierar. Ett tydligt särdrag är diftongeringen av långt å-ljud i söder, antingen till åo eller ao (sv. gång → gaong i t.ex. morpekanska). Tungrotsuttalet av r som kännetecknar skånska och danska dialekter har spridit sig söderifrån upp till en linje mellan Falkenberg och landskapsgränsen mellan Västergötland och Småland. Norr om linjen förekommer tungrots-r i början av ord, på ett liknande sätt som enligt den s.k. götaregeln. En dialektgeografisk gräns i Halland går, ungefär vid Tvååkersgränsen, rakt österut från Varberg inåt landet och bildar gräns mellan Nord- och Sydhallands dialekter i flera viktiga avseenden, t.ex. diftongering av långt å, endast tunt l i söder och tjockt l i norr (i ord som blek och folk), och bortfall av -n i femininumformer av ord som min, din och sin (mi ko i norr jämfört med min ko i söder).
På flera ställen i Halland förekommer numerus- och personböjning av verb, t.ex. ändelsen -st i andra person singularis, särskilt vid omvänd ordföljd: "Spannstu all ulla?" (Spann du all ullen?).

## Exempel på halländska ord och uttryck
| Halländska (Halmstad) | Halländska (Falkenberg) | Standardsvenska | Exempel |
| --------------------- | ----------------------- | --------------- | ------- |
| kåv                   | kåv                     | korv            |         |
| tåata                 | tåta                    | tårta           |         |
| buek                  | böek                    | burk            |         |
| spoat                 | spott                   | sport           |         |
| famo                  | famo                    | farmor          |         |
| båadtennis            | boedtennis              | bordtennis      |         |